# 미니크래프트
미니크래프트 (Minicraft)는 마인크래프트를 만든 마르쿠스 페르손이 48시간짜리 게임 프로그래밍 대회인 루둠 다레 (Ludum Dare)를 위해 설계하고 프로그래밍한 2D 톱다운 액션 게임이다. 이 게임은 2011년 12월 19일에 출시되었다.

## 스토리
마인크래프트와 비슷하게 플레이어는 무한한 세계를 돌아다니며 자원을 찾고, 적과 싸우고, 집을 지어야 한다. 게임의 목표는 게임의 보스인 에어위저드를 죽이는 것이다. 공식 설명에도 "이 게임의 목표는 이 세상에 유일한 지각 있는 존재를 죽여 영원히 혼자 있게 하는 것"이라고 명시되어 있다. 록, 페이퍼, 샷건의 알렉 미어에 따르면 게임은 하향식 관점으로 설정되어 있으며, 대표 게임에는 젤다의 전설이 있다.

## 개발
미니크래프트는 마인크래프트 크리에이터 마르쿠스 페르손 (Markus Persson)이 제22회 루둠 다레 대회의 일환으로 48시간 만에 개발했는데, 이 대회 참가 게임 개발자는 시간 시작 직전 공개된 주제를 바탕으로 48시간 만에 게임을 만들어야 한다. 이 루둠 다레의 주제는 "혼자"였다.48시간 동안 퍼슨은 게임 코딩을 생중계했고, 루덤 데어 웹사이트 (Ludum Dare website)에 자신이 도달한 중요한 이정표를 위한 블로그 엔트리를 만들었다. 미니크래프트는 "혁신, 재미, 그래픽, 오디오, 유머, 무드"를 포함한 9개의 카테고리를 기반으로 한 심사로 891개의 다른 게임들과 경쟁하였다. 최고의 게임에 대한 투표는 루둠 다레 커뮤니티에 의해 결정되었으며, 투표 시간은 2012년 1월 9일에 종료되었다.

### 속편
퍼슨은 2011년 12월 26일 트위터를 통해 미니크래프트 2를 작업하고 있지만, 임시 타이틀을 변경할 계획이라고 밝혔다.게임이 어떤 방향으로 나아갈 것인지 물었을 때, 페르손은 "크래프트와 변경 가능한 지형을 가진 액션 로게"라고 답했다. 2012년 1월 1일, 퍼슨은 트위터를 통해 미니크래프트의 후속작의 새로운 제목이 미니테일이 될 것이라고 발표했다. 그는 또한 게임을 호스팅할 타이틀과 함께 .com과 .net URL을 얻었다.

### 미니크래프트+
노치는 루덤 데어의 규칙에 따라 소스 코드를 공개했지만 라이선스는 없었다. 대신 그는 게임을 수정하는 플레이어들에게 그것을 다른 것으로 부르라고 요청했다. 이후 몇 주 동안 많은 모드들이 게임을 위해 나왔지만, 노치가 다른 프로젝트로 옮겨간 것을 보고 미니크래프트+가 탄생했다. 미니크래프트+는 원래 버전에 더 많은 기능을 추가한 미니크래프트의 변형 버전이다.

## 접수처
이 게임은 록, 페이퍼, 산탄총 작가 알렉 미어와 같은 리뷰어들이 "좋은 (그리고 강박적인) 시간이고 단 48시간의 크런치에도 인상적인 완성을 한다"고 덧붙이면서, 일반적으로 젤다의 초기 게임과 비교되었다.
Boing Boing의 리뷰어 롭 베시차 (Rob Beschizza)는 이 게임에 대해 "단 몇 시간의 코딩으로 놀라운 성과를 거두었고, 미니크래프트는 실제와 같은 마법을 걸었다. 그러나 그것은 얕음과 갈림길에 시달린다. 더 나은 광석을 찾아 각 층을 비우는 과정을 거칠 수밖에 없다."라고 말했다.
벤처 비트 작가 댄 크롤리 (Dan Crawley)는 "리소스 수집에 대한 단순하지만 중독성 있는 접근법은 이 게임이 큰 형의 그것에서 백만 마일도 떨어지지 않은 이상한 매력을 주는 데 도움이 된다"고 말했다.
게임스레이더의 매트 브래드포드 (Matt Bradford)는 "이 프로젝트는 마라톤 코딩 대회에서 기대할 수 있는 만큼 기본적이지만, 실제로 견고하고 플레이 가능한 게임이라는 사실만으로도 페르손의 실력을 입증하는 것"이라며 " 의심할 여지없이 이것은 쉽게 iOS나 PS Mini의 할인 앱이 될 수 있다"고 지적했다.